# Wilhelm Carpelan
För fartygen med detta namn, se Wilhelm Carpelan (förbindelsefartyg, 1915) samt Wilhelm Carpelan (skolfartyg, 2007).

Wilhelm Carpelan, iklädd uniform m/1756, porträtt i olja av Carl Fredrich Brander.
Nationalmuseum, Gripsholmssamlingen.

Wilhelm Carpelan, född 7 april 1700 i Grelsby på Åland, död 3 juli 1788 i Åbo, var en svensk friherre och militär.

## Biografi
Wilhelm Carpelan föddes på Åland som son till majoren och häradshövdingen Carl Carpelan. Han blev rustmästare vid Hälsinge regemente 1716 och sergeant där samma år, varefter han blev sergeant vid Livgardet 1717 och fänrik där 1718. Han fick sin officers fullmakt av Karl XII själv. År 1733 blev Carpelan kapten vid Kronobergs regemente och 1741 major vid Garnisonsregementet i Landskrona. Under denna tid blev han även tillförordnad överkommendant och landshövding i Malmöhus län. Han satte också Hamiltonska regementet i gott stånd. 1746 kom han till Björneborgs regemente som överstelöjtnant och blev 1747 överste och regementschef för Österbottens regemente. 1751 blev han tillförordnad landshövding i Nylands och Tavastehus län 20 maj 1748 – juli 1749 och 5 juli – oktober 1751.  År 1757 blev han överste för Västerbottens regemente. Carpelan utnämndes till generalmajor 1758 och generallöjtnant 1763. Han tog avsked ur krigstjänsten 1770. 
Carpelan deltog i Stora nordiska kriget och bevistade belägringen av Fredrikshald 1718. År 1757–1762 var han med Pommerska kriget och deltog mycket aktivt i själva striderna. Han utmärkte sig i försvaret av Demmin 1757 och i Stettiner Haff 1759. Tillsammans med Axel von Fersen den äldre lyckades de erövra staden Wollin, tillfångata 1 700 trupper, 152 kanoner och 9 örlogsfartyg. Han utnämndes till riddare av Svärdsorden 1748, kommendör av samma orden 1760 och kommendör med stora korset av samma orden 1772. År 1771 utnämndes han jämte brorsonen Carl Efraim Carpelan till friherre. Han var ogift och gjorde stamgården Odensaari i Masku till fideikommiss åt sin brorson och dennes avkomlingar. 
Carpelan stod liksom brorsönerna Simon Wilhelm Carpelan och Johan Fredrik Carpelan samt sin ogifta brorsdotter, som han delade hushåll med, i viss opposition till kyrkan och sympatiserade med herrnhutismen. Ett detaljerat och närgånget porträtt av Carpelan och hans brorsbarn tecknas i huspredikanten Pehr Stenbergs självbiografi.